# NGC 4901
NGC 4901 في الفهرس العام الجديد، هي مجرة، تقع في كوكبة السلوقيان. اكتشفت في 7 مارس 1831 بواسطة جون هيرشل.

## روابط خارجية
- NGC 4901 على موقع ويكي سكاي: DSS2, SDSS, GALEX, IRAS, Hydrogen α, X-Ray, Astrophoto, Sky Map, Articles and images